# Moissy-Moulinot
Moissy-Moulinot es una comuna francesa situada en el departamento de Nièvre, en la región de Borgoña-Franco Condado.

## Demografía
| 28 | 27 | 28 | 27 | 21 | 26 | 13 |
| Para los censos de 1962 a 1999 la población legal corresponde a la población sin duplicidades (Fuente: INSEE [Consultar]) |    |    |    |    |    |    |